# Franzig

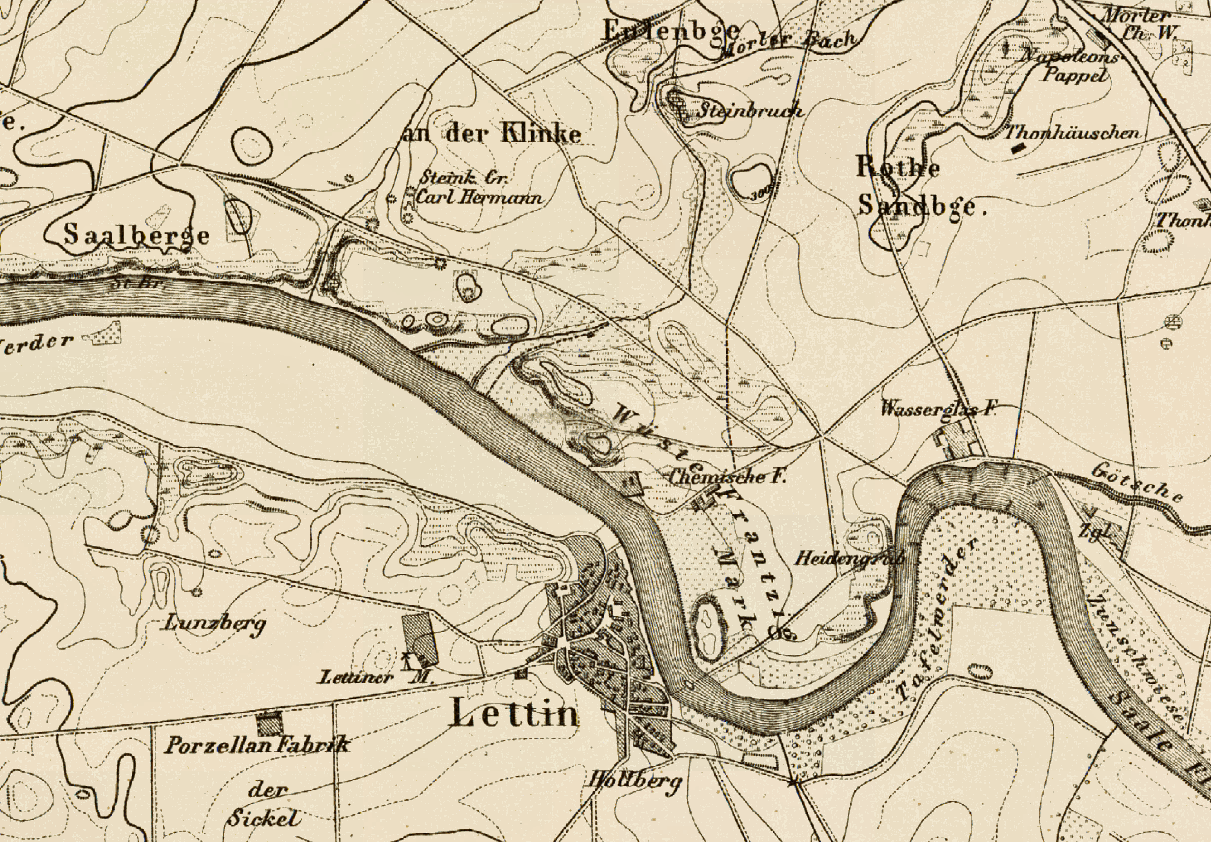
Die Wüstung Franzig auf einer Landkarte von 1876 (die Saaleschleife rechts ist heute begradigt)

Franzig, auch Frantzig und später Franzigmark, ist der Name einer Wüstung in Alaune, einem Ortsteil von Morl der Gemeinde Petersberg im Saalekreis in Sachsen-Anhalt. Die Ortschaft wurde im Jahre 1300 erstmals urkundlich genannt, aber bereits ab 1371 als zum Teil verlassen in Lehensbriefen erwähnt.

## Geschichte

### Namensherkunft und Namensvarianten
In Johann Christoph von Dreyhaupts Pagus Neletizi et Nudzici, einer Chronik des Saalkreises von 1749/1750, erscheinen die Namensformen Frantzig, Vrantzig und Wrantzigk. Siegmar von Schultze-Galléra nennt in seinen Wanderungen durch den Saalkreis, erschienen 1913, die Namen Frantzig, Wranz, Wranzigk und Vranzek. Bei Erich Neuß, Wüstungskunde des Saalkreises und der Stadt Halle von 1969, werden alle Namensvarianten die in Urkunden erscheinen chronologisch genannt.
Der Name wird von slawisch wrana, der Krähenvogel, abgeleitet und bedeutet somit Krähenort, Krähennest oder Krähenwinkel.

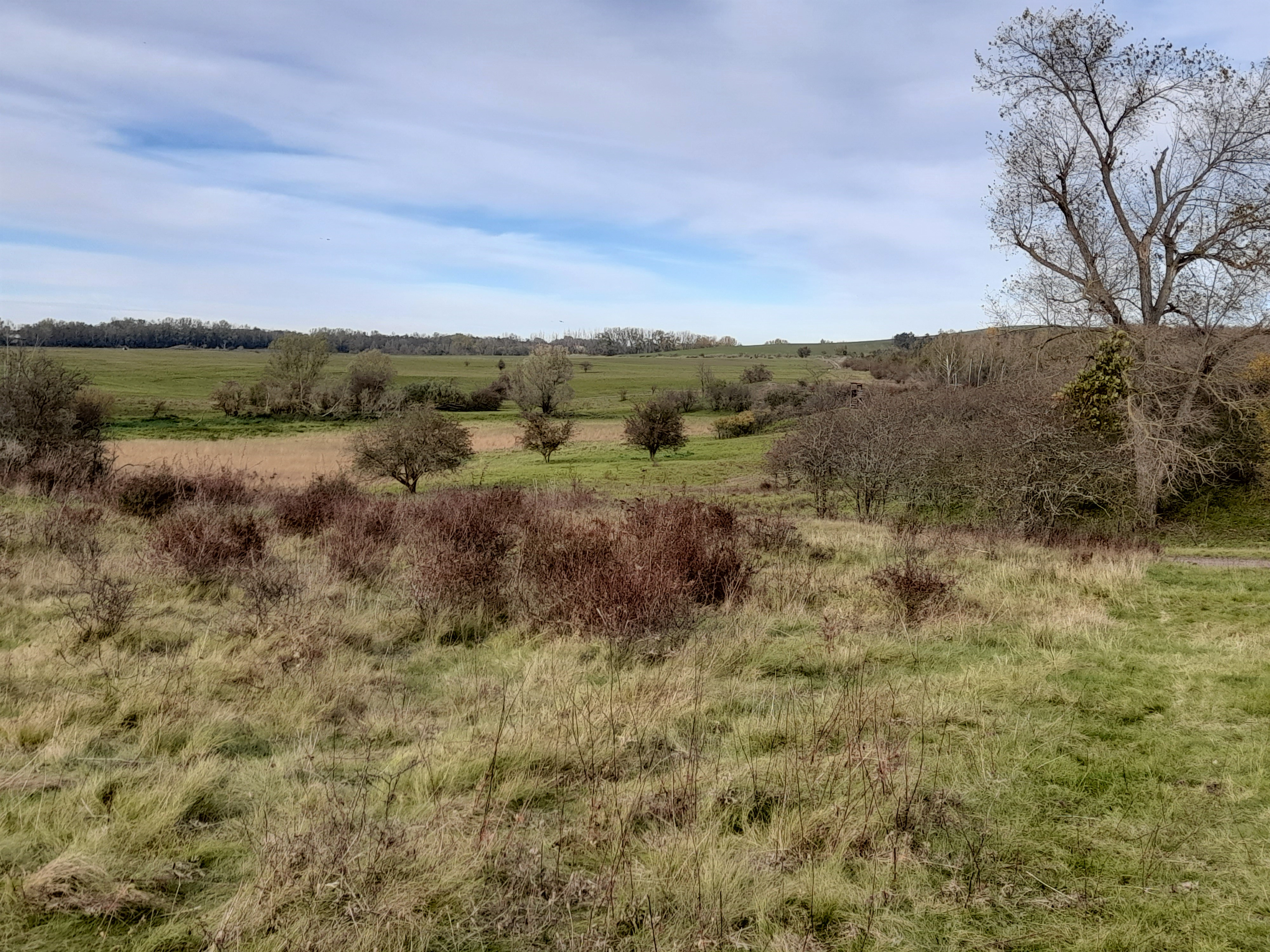
Blick über das FFH-Teilgebiet Franzigmark (2021)

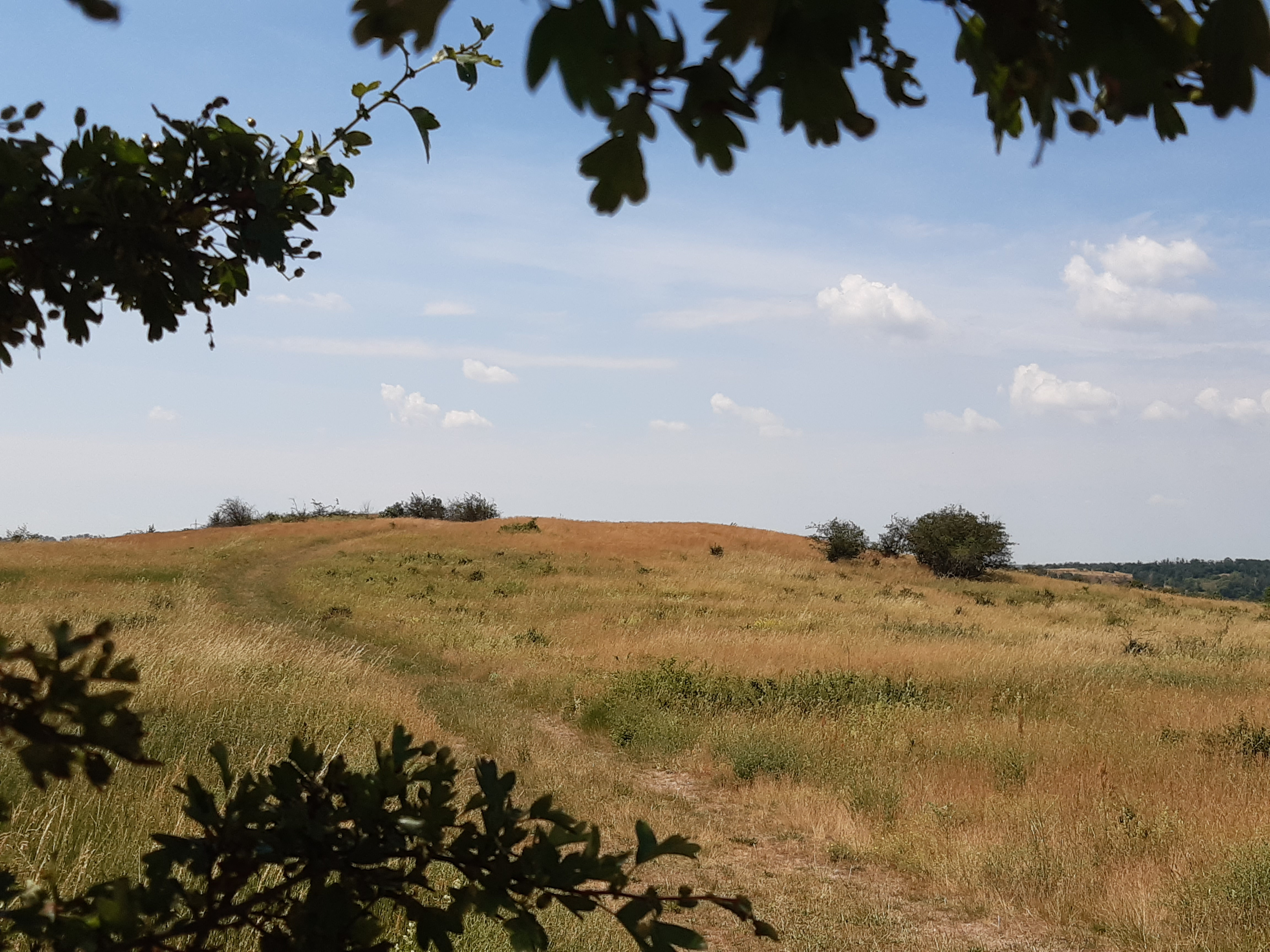
Das FFH-Teilgebiet Franzigmark mit Porphyrkuppen (2021)

### Ortslage und Größe
Dreyhaupt gibt nur eine ungefähre Lage der Ortschaft an, als zwischen Trotha, Sennewitz und Brachwitz an der Saale gelegen. Schultze-Galléra beschreibt die Lage von Franzig auf einem Hochplateau gegenüber von Lettin an der Saale und bezeichnet es als ein Zwillingsdorf von Lettin. Demnach wurden auch die Höhen um die Siedlung noch zu seiner Zeit Frantziger Berge genannt. Nach seinen Angaben umfasste der Ort etwa 600 Morgen Land.
Neuß gibt eine genaue Lagebeschreibung des Ortes an, gegenüber von Lettin, zwischen einem verlandeten Saalearm am Tafelwerder und dem Gelände der ehemaligen chemischen Fabrik von Laue & Co. Im Osten begrenzt vom Weg von Trotha nach Gimritz auf einem Hochplateau. Die Siedlung lag demnach neben einem Hügelgrab das im Mittelalter auch Junixberg genannt wurde. Die Größe der Ortschaft übernimmt Neuß von Schultze-Galléra und bemerkt, dies würde einer Fläche entsprechen, die von der Saale, in ihrem alten Verlauf, vom Morler Bach und von dem Weg von Trotha nach Gimritz begrenzt wird.

### Siedlungsgeschichte und Besitzverhältnisse
Nach Neuß war Franzig ursprünglich eine an der Saale gelegene slawische Höhensiedlung des 7. und 8. Jahrhunderts. Der größte Teil der Flur, vor allem der Mukrenasche Besitz (siehe urkundliche Erwähnungen), wurde später Klostergut des Stifts Neuwerk bei Halle (Saale) und kam nach der Auflösung des Klosters an das Amt Giebichenstein. Der Beginn der Verödung oder Verwüstung der Siedlung fällt in das letzte Drittel des 14. Jahrhunderts, die Gründe sind nicht bekannt. Nach Schultze-Galléra könnte Wassermangel beziehungsweise das Fehlen oder Versiegen geeigneter Quellen auf der Höhensiedlung eine Ursache gewesen sein. Die Bewohner siedelten nach Morl über, aber auch nach Trotha und Giebichenstein. Die Franzigmark ging nach dem Verlassen der Bewohner an das Rittergut Morl und an das Amt Giebichenstein. Noch im Jahre 1900 betrug der Anteil der Domäne Giebichenstein an der Franziger Mark 500 Morgen Land. Zur Gemarkung Trotha gehörte der Schlag In der Franziger Mark mit etwa 10 Morgen Land.
Erstmals urkundlich erwähnt wird die Ortschaft am 28. Juni 1300, als die Ritter Wichmann der Ältere und Wichmann der Jüngere von Mukrena dem Kanonikus des Stifts Neuwerk Nikolaus von Brandis für sechs Mark den jährlichen Zins von einer halben Mark feinen Silbers von ihren Gütern in villa Wrantzike verkauften. Am 15. Juni 1319 verkauften Heinrich und Busso sowie ihr Vetter Heinrich von Mukrena dem Kloster Neuwerk eine Hufe Land in villa Wrantzk.
Albrecht III. belehnt am 11. Juni 1371 die Brüder Hartwig und Martin Pavest zu Morl mit einer halben Mark Zinsen von einem Hof und einer Hufe Land in Wranczek. Jener Zins wurde Katharina, der Ehegattin von Martin Pavest, auf Lebenszeit zum Nießbrauch übereignet. Noch im gleichen Monat wurden die Brüder Waldemar, Hermann und Nikolaus von Trotha mit zwei wüsten Höfen, einer Hufe Land sowie einem Breitchen in Wranzcich belehnt. Mit der Urkunde wurde erstmals die Verwüstung bzw. Verödung der Siedlung erwähnt, die im Laufe der Zeit wohl schnell voranschritt.
Am 15. August 1400 belehnte Albrecht IV. Claus und Hans von Trotha mit einer freien Hufe (mansum Liberum) und einem Hof in Vrantzk. Etwa im gleichen Jahr wurde auch der Giebichensteiner Stiftsvasalle Tile Kure mit einem Werder keygen Vranczk (wohl der Tafelwerder an der Saale) von Albrecht belehnt. Diesen Werder erhielt Margarete, die Ehefrau von Tile Kure, zur Leibzucht. Friedrich III. belehnte im Jahre 1453 die Brüder Tile und Hinze von Mordal nach dem Tode ihres Vaters mit einem Holzbleck zu Vrantzk. Die Belehnung wurde 1467 von Erzbischof Johann bestätigt.
Ab 1473 wurden die Herren von Kotze Miteigentümer der Ortschaft. Im selben Jahr erhielt Hermann Kotze und dessen Sohn Hans zwei Hufen Land auf Gwarantz als Marke im Feld gegenüber von Lettin mit sieben Hufen gemessenem Acker zu Lehn. 1477 wurden Hans und seine Vettern Ulrich und Hans von Kotze mit den genannten Gütern vom Magdeburger Erzbischof Ernst belehnt. 1514 erhielt Hans von Kotze zwei Hufen zu Frantz, doch bereits vier Jahre später verkaufte Hans von Kotze jene Güter an die Brüder Gieseler, Otto, Job, Hieronymus und Hans von Dieskau. 1515 belehnt Albrecht von Brandenburg Hans von Kotze unter anderem mit zwei Hufen zu Frantz.
Anfang Juni 1772 beantragte der Anspänner Johann Andreas Schmidt die Überlassung von 10 Morgen Land zur Urbarmachung von der wüsten Dorfstätte Franzig. Diese Fläche sei berast und werde von den Schafen des Amtes Giebichenstein beweidet. Er verpflichtete sich nach der Kultivierung des Landes die gewöhnlichen Steuern zu entrichten. Das Amt Giebichenstein und die Vorgesetzte Behörde, die Magdeburger Kammer, lehnten das Gesuch allerdings ab. Das Land sei wegen der Hut und Trift des Viehs unentbehrlich. Auch ein erneutes Gesuch von Schmidt wenige Monate später, wurde abschlägig beurteilt.
Schultze-Galléra erwähnt in seinen Wanderungen durch den Saalkreis, dass im Jahre 1830 beim Abgraben von Erde auf dem Gebiet der Siedlung hin und wieder altes Mauerwerk gefunden wurde. Noch 1870 haben Mauerreste zu Tage gestanden.

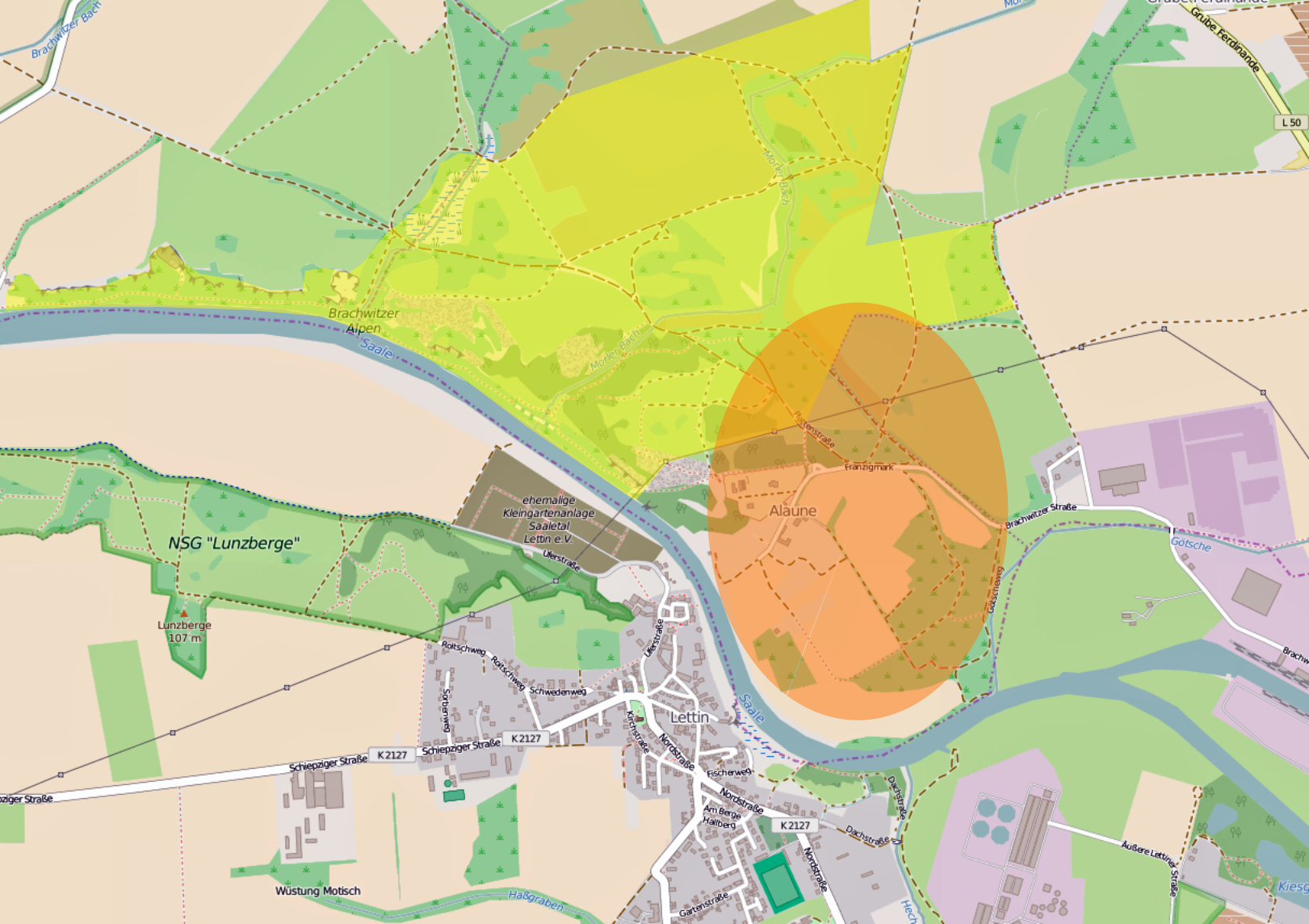
Landkarte von 2022 (rötlich: ungefähres Gebiet der Wüstung Franzig(mark); gelb: FFH-Teilgebiet Franzigmark)

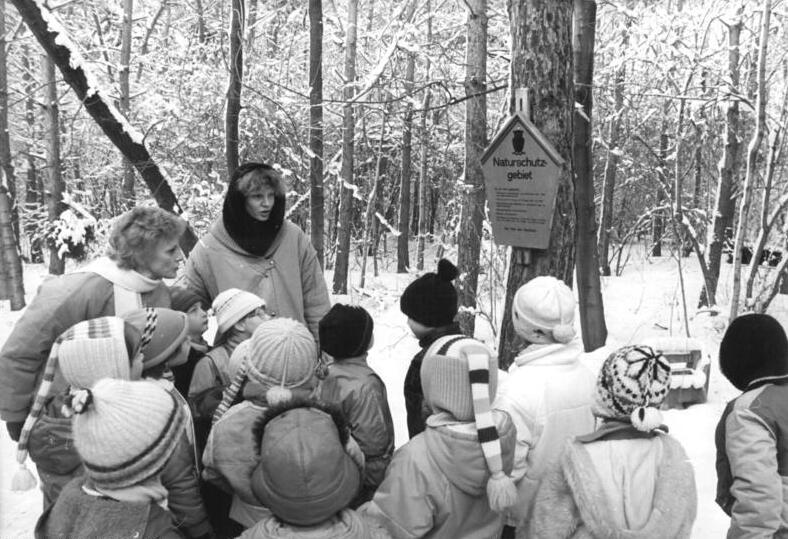
Exkursion für Schüler veranstaltet von der Station Junger Techniker und Naturforscher „Juri Gagarin“ in Halle-Franzigmark (1987)

### Spätere Nutzungen
Ein Teil der Flur ist im 20. Jahrhundert aufgeforstet worden, andere Teile wurden neu besiedelt. Auf einem Messtischblatt mit Aktualisierungen von 1940 wird, im Gegensatz zu 1937, das Gebiet um die Franzigmark und nördlich davon als Standort-Übungsplatz mit Schießständen ausgewiesen. Dort war nach 1945 ein Sperrgebiet der Nationalen Volksarmee, das auch die Bundeswehr nach der Deutschen Wiedervereinigung bis 2005 als Standortübungsplatz genutzt hat. In den 1990er Jahren übte hier nur noch das Lettiner Sanitätsbataillon, das später nach Weißenfels zum Sanitätsregiment 32 umzog.
Zu DDR-Zeiten wurde auf dem Gelände der Franzigmark die Station Junger Naturforscher „Juri Gagarin“ eingerichtet. Unterdessen umfasst die im heutigen Sprachgebrauch meist so genannte Franzigmark etwa 300 Hektar nordwestlich der Wüstung und ist Nationales Naturerbe. Sie gehört zum Naturpark Unteres Saaletal und ist zum größten Teil als Landschaftsschutzgebiet beziehungsweise als Fauna-Flora-Habitat ausgewiesen und damit nach europäischem Recht geschützt. Das FFH-Gebiet wurde westlich entlang der Saale ausgeweitet und beinhaltet auch die Brachwitzer Alpen, die zum Ortsteil Brachwitz der Stadt Wettin-Löbejün gehören. Seit 2014 engagiert sich die NABU-Stiftung Nationales Naturerbe im FFH-Gebiet für den Erhalt der wertvollen Lebensräume.
Als Erinnerung an den alten Flurnamen besteht bis heute der Straßenname Franzigmark im zu Morl gehörenden Ort Alaune.